# 11 minutos
11 minutos (en polaco: 11 minut) es una película de suspenso dramático y misterio de 2015 escrita y dirigida por Jerzy Skolimowski. Está protagonizada por Richard Dormer, Paulina Chapko, Wojciech Mecwaldowski, Andrzej Chyra, Dawid Ogrodnik, Agata Buzek, Piotr Glowacki, Mateusz Kościukiewicz, Ifi Ude, Jan Nowicki, Anna Maria Buczek y Lukasz Sikora. Ambientada en Varsovia, cuenta la historia de la vida de varias personas en el transcurso de once minutos en un solo día. La película tuvo su estreno mundial en la sección Competición de la 72.ª edición del Festival Internacional de Cine de Venecia el 9 de septiembre de 2015. Fue seleccionada como la entrada polaca para el Oscar a la Mejor Lengua Extranjera en la 88.ª edición de los Premios Óscar, pero no fue nominada.

## Sinopsis
Una gran ciudad contemporánea y un grupo de sus habitantes, cuyas vidas se entrelazan entre sí. Los mismos 11 minutos de la vida de diferentes personajes presentados en historias paralelas: un esposo obsesivamente celoso, su esposa-actriz, un director furtivo de Hollywood, un mensajero de drogas, un vendedor de perritos calientes con un pasado oscuro, una chica con un perro amado, un estudiante frustrado en una misión arriesgada, un montañero que limpia los cristales de un hotel, el personal de una ambulancia, un grupo de monjas y un pintor anciano. Antes del último segundo del minuto once, su destino está unido por un evento que afectará definitivamente sus vidas.

## Reparto
- Richard Dormer como Director Richard Martin
- Paulina Chapko como Anna Hellman
- Wojciech Mecwaldowski como El esposo de Anna
- Andrzej Chyra como Vendedor de perritos calientes
- Dawid Ogrodnik como Mensajero
- Agata Buzek como Escalador
- Piotr Głowacki como Escalador
- Mateusz Kościukiewicz como exnovio
- Ifi Ude como Chica con un perro
- Jan Nowicki como Pintor
- Anna Maria Buczek como La doctora Ewa Król
- Lukasz Sikora como Niño
- Grażyna Błęcka-Kolska como Mujer embarazada
- Janusz Chabior como Hombre moribundo

## Producción
Jerzy Skolimowski describió la película como "una respuesta a las películas de acción de Hollywood". La película se rodó principalmente en Varsovia. El rodaje adicional tuvo lugar en Dublín, así como en los estudios Alvernia, cerca de Cracovia.

## Lanzamiento
La película tuvo su estreno mundial en la sección Competición de la 72.ª edición del Festival Internacional de Cine de Venecia el 9 de septiembre de 2015. También se proyectó en el Festival Internacional de Cine de Toronto, el Festival de Cine BFI de Londres, el Festival de Cine de Gdynia, el Festival Internacional de Cine de Ginebra, el Festival de Cine de Lisboa y Estoril, el Festival de Cine de Cork, el Camerimage, y el Festival de Cine de Trieste. Fue lanzado en Polonia el 23 de octubre de 2015.

## Recepción

### Recepción de la crítica
En el sitio web del agregador de reseñas Rotten Tomatoes, la película tiene un índice de aprobación del 74% basado en 19 reseñas y una calificación promedio ponderada de 5.6/10. En Metacritic, la película tiene una puntuación de 51 sobre 100, basada en 12 críticos, lo que indica "críticas mixtas o promedio".
Chuck Bowen de Slant Magazine le dio a la película 3 de 4 estrellas y escribió: "El ingenio de dirección de 11 minutos es tan evidente y extravagante que es tentador pasar por alto los logros del guion de Skolimowski, que abunda en taquigrafía e implicación sobrecalentada". Añadió: "La floritura final de Rube Goldberg-ian de la película refuta la humanidad banal de muchos estudios de múltiples personajes, insistiendo de manera convincente en que solo la muerte nos unirá, unificando nuestros abismos de experiencia emocional muy diferentes". David Rooney de The Hollywood Reporter describió la película como "una hazaña vacía de virtuosismo técnico impulsada por una visión sombríamente obvia de la turbia moralidad del mundo posterior al 11 de septiembre".

### Reconocimientos
| Premio                               | Año de la ceremonia | Categoría                                                                          | Destinatarios     | Resultado | Ref(s) |
| ------------------------------------ | ------------------- | ---------------------------------------------------------------------------------- | ----------------- | --------- | ------ |
| Festival de Cine de Venecia          | 2015                | Mención Especial: Jóvenes Miembros del Jurado del Festival de Cine Vittorio Veneto | 11 minutos        | Ganadora  | [ 21 ] |
| Festival de Cine de Lisboa y Estoril | 2015                | Mejor película                                                                     | 11 minutos        | Ganadora  | [ 22 ] |
| Premios del cine polaco              | 2016                | Mejor edición                                                                      | Agnieszka Glinska | Ganadora  | [ 23 ] |
| CinEste                              | 2016                | Premio de la Crítica                                                               | 11 minutos        | Ganadora  | [ 24 ] |
| Premios del Cine Europeo             | 2016                | Mejor diseñador de sonido                                                          | Radoslaw Ochnio   | Ganador   | [ 25 ] |